# غامص (وشحة)

تعديل مصدري - تعديل

غامص هي إحدى قرى عزلة بني هني بمديرية وشحة التابعة لمحافظة حجة، بلغ تعداد سكانها 123 نسمة حسب تعداد اليمن لعام 2004.